# Sotragero (kommunhuvudort)
Sotragero är en kommunhuvudort i Spanien.   Den ligger i provinsen Provincia de Burgos och regionen Kastilien och Leon, i den norra delen av landet, 220 km norr om huvudstaden Madrid. Sotragero ligger 849 meter över havet och antalet invånare är 199.
Terrängen runt Sotragero är huvudsakligen platt. Sotragero ligger nere i en dal. Runt Sotragero är det mycket tätbefolkat, med 1 411 invånare per kvadratkilometer. Närmaste större samhälle är Burgos, 7,7 km söder om Sotragero. Trakten runt Sotragero består till största delen av jordbruksmark.